# Jim B. Tucker
Jim Tucker (Carolina del Norte, 1 de enero de 1960) es director médico de la Clínica de Psiquiatría Infantil y Familiar, y profesor asociado de Psiquiatría y Ciencias Neuroconductuales de la Universidad de Virginia. Su principal interés investigador son los niños que parecen recordar vidas anteriores, y los recuerdos prenatales y del nacimiento. Es autor de Life Before Life: A Scientific Investigation of Children’s Memories of Previous Lives (traducido al español como Vida antes de la vida: Los niños que recuerdan vidas anteriores), que presenta una visión de más de 40 años de investigación sobre la reencarnación en la División de Estudios de la Percepción de la Universidad de Virginia. Tucker, un psiquiatra infantil acreditado, trabajó durante varios años con Ian Stevenson en dicha investigación, antes de hacerse cargo de la misma tras la jubilación de Stevenson en 2002.
Tucker apareció en prensa así como en radio y televisión hablando de su trabajo. Su investigación del caso de Cameron Macaulay fue presentada en el documental Extraordinary People - The Boy Who Lived Before (Gente extraordinaria: El niño que vivió antes) del canal británico Channel 5.

## Biografía
Tucker estudió en la Universidad de Carolina del Norte en Chapel Hill, donde se graduó Phi Beta Kappa, con un Bachelor of Arts en psicología y una licenciatura en medicina. En la actualidad es Profesor Asociado de Psiquiatría y Ciencias Neuroconductuales y, –además de llevar a cabo investigaciones–, es director médico de la Clínica de Psiquiatría Infantil y Familiar de la Universidad de Virginia.
Vive en Charlottesville (Virginia), con su esposa Christine McDowell Tucker, psicóloga clínica, y se ha presentado en conferencias académicas y públicas. Tucker se sentía insatisfecho con su trabajo en psiquiatría infantil, pero estaba abierto a la posibilidad de que los seres humanos fueran más que sus cuerpos físicos y quería investigar el asunto.  Aunque criado como Baptista del Sur, Tucker no se adhiere a ninguna religión en particular, y dice ser escéptico sobre la reencarnación, aunque ve cómo proporciona la mejor explicación a los fenómenos asociados con los casos más convincentes investigados hasta la fecha. Después de leer el trabajo de Ian Stevenson, Tucker empezó a interesarse por los niños que relataban recuerdos de supuestas vidas pasadas y por la posibilidad de estudiarlos.

## Investigación sobre la reencarnación
Mientras Ian Stevenson se centró en casos de Asia, Tucker ha estudiado casos de niños estadounidenses.
Tucker informa de que en alrededor del 70% de los casos de niños que afirman recordar vidas pasadas, el difunto murió de una causa no-natural, lo que sugiere que la muerte traumática puede estar relacionada con la hipótesis de la supervivencia de la personalidad. Asimismo, indica que el tiempo entre la muerte y el aparente renacimiento es, en promedio, de 16 meses, y que las marcas de nacimiento inusuales podrían coincidir con heridas mortales sufridas por los fallecidos.
Tucker ha desarrollado la "Escala de Contundencia de Caso" (SOCS: Strength Of Case Scale), que evalúa cuatro aspectos de los casos de supuesta reencarnación: "(1) si implican marcas/defectos de nacimiento que se corresponden con la supuesta vida anterior; (2) lo convincente de las declaraciones sobre la vida anterior, (3) los comportamientos relevantes que se relacionan con la vida anterior, y (4) una evaluación de la posibilidad de una conexión entre el niño que informa de una vida anterior y la supuesta vida anterior".
Aunque los críticos han argumentado que no hay explicación física para la supervivencia de la personalidad, Tucker sugiere que la mecánica cuántica podría ofrecer un mecanismo por el cual los recuerdos y las emociones podrían continuar de una vida a otra. Argumenta que, dado que el acto de la observación de la función de onda la colapsa, la conciencia no puede ser simplemente un subproducto del cerebro físico, sino más bien una entidad independiente en el universo que incide sobre lo físico.  Tucker sostiene que ver la conciencia como una parte fundamental, no física, del universo, hace posible concebir que sigue existiendo después de la muerte del cerebro físico. Proporciona la analogía de un aparato de televisión y la transmisión de la televisión: La televisión es necesaria para decodificar la señal, pero no crea la señal. De una manera similar el cerebro puede ser necesario para que la conciencia se exprese, pero no ser la fuente de la conciencia. Por otro lado Susan Huelga, profesora de mecánica cuántica en la Universidad de Hertfordshire, señala que la dinámica del cerebro es muy compleja, y opina que no hay más evidencia de si la mecánica cuántica es relevante en este campo, como de si es relevante en cuanto a la existencia de Dios o no.

## Cobertura en medios de comunicación
Desde que asumió la investigación de Ian Stevenson en 2002, de declaraciones de recuerdos de vidas pasadas, Tucker ha sido entrevistado acerca de la reencarnación en prensa, radio y televisión, en los Estados Unidos, Reino Unido y Canadá.
En 2006, Tucker investigó el caso de Cameron Macaulay, como parte del documental de Channel 5 Extraordinary People: The Boy Who Lived Before (Gente extraordinaria: El niño que vivió antes). La investigación de Tucker lo llevó en primer lugar a Glasgow para entrevistar al niño, de seis años de edad, y a su madre Norma, acerca de los recuerdos de Cameron de su vida en la isla de Barra, en las Hébridas Exteriores, a unas 200 millas del hogar familiar en Glasgow. Tucker acompañó después a la familia cuando viajó a Barra en un intento de verificar las declaraciones de Cameron sobre la vida en la isla.
El documental también cubrió brevemente otro de los casos de Tucker: El de Gus Taylor desde el Medio Oeste de Estados Unidos que, según informes de declaraciones en torno a la edad de 18 meses, era su propio abuelo retornado a la familia. Además de hablar de una vida anterior, Tucker señala que ambos niños hablaron de caer a través de una "portilla" o "agujero" de una vida a otra.
En 2009, fue entrevistado en Larry King Live acerca de los casos que había estudiado.

## Publicaciones seleccionadas
- Tucker JB. "Religion and medicine." [Carta] The Lancet 353:1803, 1999.
- Tucker JB. "Modification of attitudes to influence survival from breast cancer." [Comentario] The Lancet 354:1320, 1999.
- Keil HHJ, Tucker JB. "An unusual birthmark case thought to be linked to a person who had previously died." Psychological Reports 87:1067-1074, 2000.
- Tucker JB, Keil HHJ.  "Can cultural beliefs cause a gender identity disorder?" Journal of Psychology & Human Sexuality 13(2):21-30, 2001.
- Tucker JB.  "Religion and Medicine." In Medicine Across Cultures: History and Practice of Medicine in Non-Western Cultures, Selin H (ed.).  Dordrecht, The Netherlands: Kluwer Academic Publishers, 373-384, 2003.
- Tucker JB.  "Reincarnation." In Macmillan Encyclopedia of Death and Dying, Kastenbaum R (ed.). New York: Macmillan Reference USA, 705-710, 2003.
- Keil HHJ & Tucker JB. "Children who claim to remember previous lives: Cases with written records made before the previous personality was identified." Journal of Scientific Exploration, 19(1):91-101, 2005.
- Sharma P & Tucker JB. "Cases of the reincarnation type with memories from the intermission between lives." Journal of Near-Death Studies, 23(2):101-118, 2005.
- Tucker JB. "Juvenile-onset bipolar disorder?" [Carta] Journal of the American Academy of Child and Adolescent Psychiatry, 44(10):966, 2005.
- Tucker JB. Life Before Life: A Scientic Investigation of Children's Memories of Previous Lives, New York: St. Martin's Press, 2005, 256 págs. ISBN 0-312-32137-6
- Pasricha SK, Keil J, Tucker JB, Stevenson I. "Some bodily malformations attributed to previous lives." Journal of Scientific Exploration, 19(3):359-383, 2005.
- Tucker, J.B.  "Children's reports of past-life memories: A review." EXPLORE: The Journal of Science and Healing, 4(4):244-248, 2008.
- Tucker JB & Keil HHJ. "Experimental birthmarks: New cases of an Asian practice. International Journal of Parapsychology, en proceso de publicación.